# Etatism
Etatism (även statism) är inom samhällsvetenskapen en övertygelse centrerad kring staten, med ståndpunkten att det ska finnas en stat som ska ha inflytande över antingen ekonomisk eller social politik, eller både och. De som tror på etatism betecknas etatister. Inom politiken råder delade meningar om hur omfattande staten skall vara, de (libertiner) som vill ha en minimal stat kallas ibland för minarkister (=minimal etatism) och rena motsatsen till etatism (noll etatism) är anarkism/anarkokapitalism (även kallat vänster- och högeranarkism).
Idén bygger på ett motsatsförhållande mellan å ena sidan de individuella medborgarna/privat sektor och å andra sidan staten. Många gånger görs distinktionen i ekonomiska termer - att staten bör kontrollera stora delar av näringslivet genom ekonomisk planering. Å andra sidan präglas etatismen ibland av viljan att låta alla i samhället (eller en majoritet) kontrollera statens politik. En ekonomisk analys av hur stor del av konsumtionskraften som styrs av konsumenterna respektive staten visar var samhället befinner sig på skalan anarki/etatism. Men även icke-ekonomisk statlig makt såsom t ex övervakning/reglering, lagar/straff, dom, frihetsberövning… är etatiska komponenter i samhället. 

## Former av etatism
Etatismen tar olika former, och kan även förekomma i olika grader från minarkism till totalitärt styre. Minarkister föredrar en minimal stat, en så kallad nattväktarstat som beskyddar människor från aggression, stöld, kontraktbrott och bedrägeri med militär, polis och domstol. Vissa inkluderar även brandförsvar, fängelse och andra funktioner. Välfärdsstatens förespråkare anser att staten ska så göra så mycket som kan behöva göras för att upprätthålla välfärd. Till exempel genom att tillhandahålla socialförsäkring, tillse en grad av övervakning av samhället inklusive av ekonomiska flöden. 

## Totalitär etatism
Den jugoslaviske marxisten Svetozar Stojanovic använde begreppet etatism för att beteckna det sociala system som i stalinismen följer historiskt efter feodalism och kapitalism. I denna användning av begreppet innebär etatism ett samhälle som inte är identiskt med vares sig statskapitalism eller byråkratiserad socialism, men som kännetecknas av vissa klass- och produktionsförhållanden.